# 悅榕控股
悅榕控股有限公司，簡稱悅榕控股（SGX：B58），
是一家高級國際酒店品牌，管理和開發亞洲，美洲，非洲和中東的度假村，酒店和水療中心。該品牌成立於1994年，其總部在新加坡。在1984年由何光平（主席）家族創立。總裁為Ariel P Vera。現時業務在新加坡、中國內地、澳門、泰國、越南、墨西哥、日本等其他地區，經營各種類型酒店、水療等項目，包括投資、管理、房地產等。目前集團旗下共有悅榕庄(Banyan Tree)、悅椿(Angsana)、悅槤(Cassia)、悅苑(Dhawa)4大品牌，41家酒店。
2006年6月14日於新加坡交易所主板上市。

## 歷史
悅榕集團的起源來自其三位創始人的遠見。他們分別是何光平先生、張齊娥女士及何光正先生。當創始人何光平和他的妻子張齊娥在安達曼海普吉島西海岸的邦濤灣度假時遇到了一塊土地，並認為它將成為一個理想的位置。他們購買了土地，然後發現它是一個廢棄的錫礦，毒性太大，不合適種植或任何開發。他們著手實施再生計劃，重新引進本土植物並種植7,000棵樹。
十年後的1994年，悅榕集團成立，成為豪華酒店及度假村的營運開發商，品牌沿襲亞洲傳統風格並始終堅持環保理念。普吉島悅榕莊建成了第一家度假村，將之發展成今天的樂古浪普吉島，普吉島悅榕莊作為集團的旗艦度假村產業，在泰國樂古浪普吉島風光亮相。2004年推出悅椿(Angsana)品牌。同年，民丹島悅椿度假村及大堡礁悅椿度假村正式開業。
2001年設立綠意拯救基金(Green Imperative Fund)統籌規劃企業社會責任項目。
2005年悅榕集團在中國第一間度假村仁安悅榕莊，萬眾期待中在香格里拉風光登場。
2006年6月14日，悅榕控股有限公司(Banyan Tree Holdings Limited)在新加坡證券交易所正式掛牌上市, 也推出悅榕軒(Banyan Tree Residences) ，讓投資者購買悅榕旗下度假村的代表性別墅、排屋或公寓和推出悅榕祕境(Banyan Tree Private Collection)滿足目的地俱樂部會籍需求市場。
2007年成立悅榕基金(Banyan Tree Capital)為往後項目發展提供資金。
2008年執行主席何光平榮獲新加坡企業年度最佳CEO大獎。
2009年成立悅榕全球企業社會基金(Banyan Tree Global Foundation) 。
2011年悅榕中國酒店基金完成募集10.7億人民幣（2.14億新幣）
2012年自1994年來悅榕集團榮膺1,000個獎項（截至2012年6月）
2013年蘭珂樂古浪作為悅榕集團在越南的第一個項目正式開業
2009年，悅榕全球基金會成立於悅榕控股有限公司。該基金會是該集團的企業社會責任（CSR）部門，致力於提高社會，環境和經濟福祉。基金會下的項目包括綠化社區，幼苗，和地球日。
2016年12月，悅榕莊和雅高集團宣布一項協議草案，以發展和品牌的全球悅榕莊下管理酒店。
2019年5月，悅榕集團在曼達的一個佔地4.6公頃（11英畝）的土地上宣布了其在新加坡的第一家度假村。

## 据点

### 中國
- 澳門悅榕莊
- 杭州西溪悅榕莊
- 麗江悅榕莊
- 仁安悅榕莊
- 三亞悅榕莊
- 上海外灘悅榕莊
- 天津海河悅榕莊
- 重慶北碚悅榕莊
- 陽朔悅榕莊
- 九寨溝悅榕莊
- 安吉悅榕莊
- 騰沖玛御悅榕莊
- 黃山悅榕莊
- 南京园博园悦榕庄
- 西安临潼悦椿温泉酒店
- 西双版纳悦椿温泉度假酒店
- 苏州狮山悦榕庄
- 苏州阳澄湖悦榕庄
- 东莞松山湖悦榕庄酒店（在建）

### 墨西哥
- 卡布馬蓋斯悅榕莊
- 瑪雅哥巴悅榕莊

### 印度尼西亞
- 民丹島悅榕莊
- 烏干沙悅榕莊

### 韓國
- 首爾悅榕莊

### 馬來西亞
- 吉隆坡悅榕莊

### 馬爾代夫
- 馬迪瓦魯悅榕莊
- 瓦賓法魯悅榕莊
- 悦椿伊瑚鲁

### 泰國
- 曼谷悅榕莊
- 普吉島悅榕莊
- 蘇梅島悅榕莊

### 越南
- 蘭珂悅榕莊

### 塞舌爾
- 塞舌爾悅榕莊

### 阿拉伯聯合酋長國
- 艾瓦迪悅榕莊

- 天津海河悅榕庄
- 杭州西溪悦榕庄
- 澳门悦榕庄

## 連結
- BanyanTree.com （页面存档备份，存于）